# 矢野庄太郎

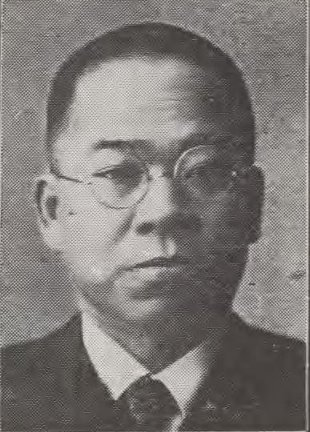
矢野庄太郎

矢野 庄太郎（やの しょうたろう、1886年〈明治19年〉1月10日 - 1949年〈昭和24年〉6月21日）は、日本の政治家。大蔵大臣。

## 来歴・人物
愛媛県三豊郡桑山村（現・香川県三豊市）に農家の長男として生まれる。教員養成所を出て地元で代用教員を務めた後上京、1907年明治大学法科を卒業する。苦学しながら努力し、在学中に高等文官試験にパスしている。
1911年内務省に入省。台湾総督府書記官、香川県警察部警務課長、同県木田郡長を務めた後、官僚としての前途に行き詰まりを感じ、実業界に転ずるべく1918年に内務省を退職、同年広島の「勝光山窯業」を買収し代表取締役に就任した。
1930年、第17回衆議院議員総選挙に立憲民政党公認で旧香川2区から立候補し初当選する。以後当選7回。民政党総務、大蔵参与官（1939年）等を歴任する。1940年に米国・欧州を視察し、充実した国力を目にして戦争反対を説くようになる。政党解消後は翼賛政治に批判的な立場をとり、1942年の翼賛選挙では非推薦で当選した。
戦後は鳩山一郎・植原悦二郎・安藤正純らと新党結成に動き、日本自由党結成に参加する。1945年10月発足の幣原内閣では、芦田均厚相の下で厚生政務次官を務める。1947年自由党が分裂すると、矢野は芦田に従って離党、民主党結成に参加し、政務調査会長に就任する。同年6月片山内閣にて大蔵大臣として入閣するが、就任半月後に過労による脳溢血で倒れ、1ヶ月足らずで辞任を余儀なくされた。その後は民主党顧問などを務める。
1949年6月21日、63歳で死去。